# リンダ・トマス＝グリーンフィールド
リンダ・トマス＝グリーンフィールド（英語: Linda Thomas-Greenfield、1952年11月22日 - ）は、アメリカ合衆国の外交官。バイデン政権下で国際連合大使を務めた。かつてはアフリカ担当国務次官補、民間企業のオルブライト・ストーンブリッジ・グループの上級副社長を務めた。2021年2月23日に上院で国際連合大使に起用する人事案が承認され、2月25日に着任した。

## 来歴

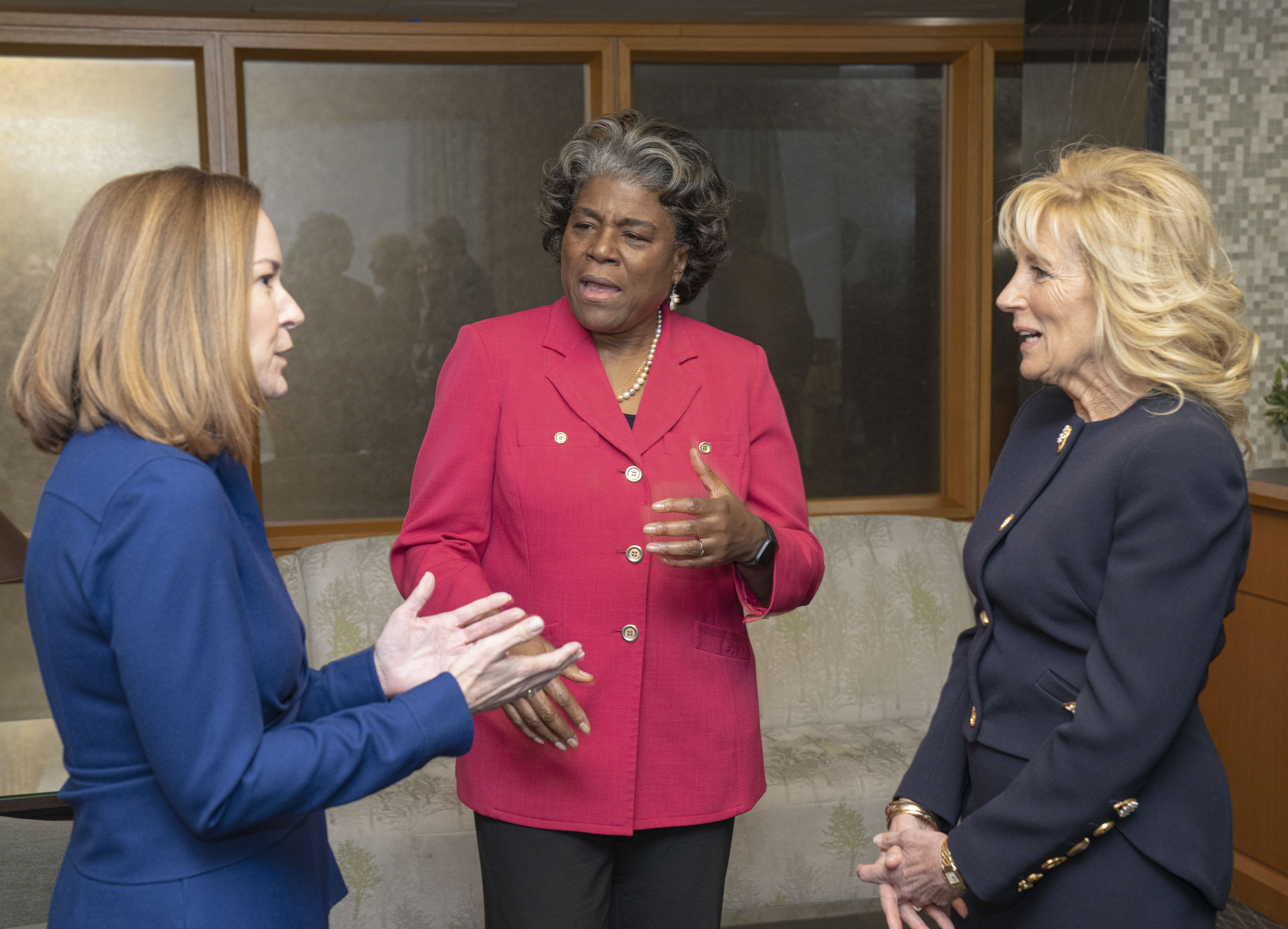
左からリー・サターフィールド国務次官補、トマス＝グリーンフィールド、ジル・バイデン（2022年3月14日）

1952年11月22日にルイジアナ州ベイカーにて、日雇い労働者の父と調理師の母との間に8人兄弟の第1子として誕生した。1974年にルイジアナ州立大学を卒業し、その翌年にウィスコンシン大学マディソン校で公共経営の修士号（MPA）を取得した。
バックネル大学で政治学を教えた後は、1982年に国務省に入省した。人口・難民・移民問題担当国務次官補（2004年 - 2006年）、アフリカ担当第一国務次官補（2006年 - 2008年）、駐リベリア大使（2008年 - 2012年）、外交局長兼人的資源部長（2012年 - 2013年）、アフリカ担当国務次官補（2013年 - 2017年）などを歴任し、スイス（国際連合アメリカ合衆国代表部）・パキスタン・ケニア・ガンビア・ナイジェリア・ジャマイカに駐在した。
2017年1月20日にドナルド・トランプ政権が発足すると、「国務省幹部の粛清」（ロサンゼルス・タイムズ紙）に遭って解雇された。同年秋から2019年春までジョージタウン大学にアフリカ研究の特別研究員として在籍した。現在も同大学の非常勤研究員となっている。
2020年11月にジョー・バイデンが次期大統領となると、それまで上級副社長を務めていたオルブライト・ストーンブリッジ・グループを離れ、国務省関連の政権移行作業を支援する再検討チームに加わった。11月24日にバイデンから次期国際連合大使に指名された。2021年1月27日に上院外交委員会に出席した。
国際連合大使の指名承認公聴会においてトマス＝グリーンフィールドは、民間のコンサルティング会社に勤務していた2019年当時、中国政府がバックアップする孔子学院でスピーチをしたことについて後悔していると証言した。上院外交委員会の外交政策については大部分につき支持を表明し、アフリカ諸国などにおける中国の「有害な軍事力」と「借金戦術の罠」に警鐘を鳴らした。
パレスチナ問題については、ボイコット・投資撤収・制裁運動を反ユダヤ主義に等しいとし、イスラエルが不公平なまでにやり玉に挙げられることに反対すると述べた。
2021年2月23日に上院で採決が行われ、78票対20票で第31代国際連合大使に指名された。2月25日に信任状を捧呈した。指名採決が遅れたのは、テキサス州選出のテッド・クルーズ上院議員が2019年の例のスピーチ内容を問題視したためと報じられた。
2021年3月1日には月番の安全保障理事会議長に就任した（同月末まで）。

## 著作
- Thomas-Greenfield, Linda (July 1, 2001). “U.S. Refugee Admissions History and Policy” (英語). Refugee Survey Quarterly 20 (2):  165–169. doi:10.1093/rsq/20.2.165. ISSN 1020-4067.
- Thomas-Greenfield, Linda; Wharton, D. Bruce (2019). “Zimbabwe's Coup: Net Gain or No Gain?” (英語). Military Review.
- Thomas-Greenfield, Linda; Burns, William J. (2020). “The Transformation of Diplomacy: How to Save the State Department” (英語). Foreign Affairs 99 (6).